# Brand New Music
Brand New Music (Hangul: 브랜늄뮤처, cũng được cách điệu thành BrandNew Music và được khởi tạo là BNM) là một công ty hip hop của Hàn Quốc được thành lập vào năm 2011 bởi rapper Rhymer.

## Lịch sử

### 2003 20152012: Nghệ sĩ sáng lập và thế hệ đầu tiên
Kim Se-hwan được biết đến với cái tên Rhymer, đã thành lập hãng thu âm IC Entertainment vào năm 2003 sau khi phải vật lộn để thành lập một rapper kể từ khi ra mắt vào năm 1995. Sau đó đổi tên thành Brand New Production  Năm 2009, Brand New Production sáp nhập với Future Flow, một hãng thu âm thuộc sở hữu của rapper và nhà sản xuất Cho PD. Công ty kết hợp được đặt tên là Brand New Stardom.
Brand New Stardom tách thành hai công ty vào năm 2011, với Cho PD sáng lập Stardom Entertainment và Rhymer sáng lập Brand New Music. Các nghệ sĩ Verbal Jint, Tae Hye Young, BNR, Keeproots, A-Man và Miss $ đã theo Rhymer đến nhãn hiệu mới.
Sau khi chia tay Brand New Stardom vào năm 2011, Stardom Entertainment mới thành lập đã kiện Brand New Music, nói rằng Oh Yoo-mi, một thành viên của Miss $, vẫn còn hợp đồng với Stardom. Theo Brand New Music, hai công ty trước đây đã đồng ý rằng "không công ty nào hạn chế phong trào của Miss $." 
Brand New Music đã phát hành "Happy Brand New Year" vào cuối năm 2012. Các nghệ sĩ Verbal Jint, Phantom, As One, Miss $, Swings, Shijin và Bumkey đều đóng góp cho đĩa đơn. Nó đạt # 24 trên Bảng xếp hạng kỹ thuật số Gaon của Hàn Quốc.

### 2013-2016: nghệ sĩ thế hệ thứ hai
Vào tháng 1 năm 2013, Brand New Music đã ra mắt chương trình internet "Brand New Live". Mùa hè năm đó, rapper San E rời JYP Entertainment và tham gia Brand New Music. Anh đã trở thành một trong những rapper thành công nhất trên truyền thông chính thống Hàn Quốc.
Đầu năm 2014, label này đã phát hành sự hợp tác thứ hai, "You Make Me Feel Brand New", hợp tác với Verbal Jint, San. E, Bumkey, Kanto, Swings và Phantom. Bài hát lấy mẫu bài hát hit tâm hồn Mỹ cùng tên năm 1974 của The Stylistic. Đĩa đơn đạt # 13 trên Bảng xếp hạng kỹ thuật số Gaon. Cuối năm đó, ca sĩ R & B C-Luv (nay là Taewan) đã tham gia nhãn hiệu này, đã ra mắt mười năm trước dưới nhãn hiệu Sản phẩm mới của Rhymer's. Vài tháng sau, rapper Swings rời nhãn hiệu để tập trung vào hãng thu âm của riêng mình, Just Music Entertainment. Vào tháng 12, nhãn hiệu đã phát hành "Brand New Day", sự hợp tác thứ ba của nó, bao gồm Verbal Jint, San E, Phantom, As One, P-Type, Taewan, Kang Min Hee (của Miss $), Kanto, Champagne & Candle, Da Il Yang và DJ IT. Bài hát đạt # 30 trên Bảng xếp hạng kỹ thuật số Gaon. Năm kết thúc với việc Bumkey của nhóm Troy bị truy tố vì buôn bán ma túy bất hợp pháp. Bumkey phủ nhận các cáo buộc và được kết luận là không có tội trong một phiên tòa năm sau.
Một số nghệ sĩ đã tham gia Brand New Music vào năm 2015, bao gồm Eluphant, MC Gree, Pretty Brown và thí sinh KittiB của Unpretty Rapstar 2. Brand New Music đã phát hành hợp tác nhãn thứ tư, "Heat It Up" vào tháng 12. Bài hát có sự góp mặt của San E, Verbal Jint, Bumkey, Hanhae, Kanto, Kang Min Hee, Yang Da Il và Candle.
Năm 2016 đã có những thành viên mới cho label này bao gồm Esbee, Chancellor và diễn viên Yang Dong-geun, người đã rap dưới cái tên YDG.

### 2017 Hiện tại: Sub-label và nghệ sĩ thế hệ thứ ba
Vào năm 2017, Brand New Music đã ra mắt sub-label độc lập "Roulette Hàn Quốc", do Kiggen làm chủ tịch. Hành động đầu tiên để ký kết dưới đó là bộ đôi SBGB. Vào tháng 7 năm 2017, Brand New đã thành lập một bộ đôi MXM.
Vào tháng 5 năm 2019, Brand New đã ra mắt nhóm nhạc thần tượng đầu tiên AB6IX - bao gồm các thực tập sinh tham gia Produce 101 và Jeon Woong 
Vào ngày 29 tháng 10 năm 2019, Brand New đã ra mắt BDC - nhóm thực tập sinh Brand New tham gia Produce X 101 bao gồm Sihoon, Seongjun và Junghwan.
Vào ngày 26 tháng 12 năm 2019, Han Dong-geun đã ký hợp đồng độc quyền với công ty.

## Nghệ sĩ
| Soloists - Bumkey - Hanhae - Henney - Kang Min-hee (Miss $) - Kanto - KittiB - Lee Kang - MC Gree - Rhymer - Rudals - Tae Wan - Verbal Jint - Vincent Blue - Yang Da-il - Yenjamin (Kim Yoon-ho) - Han Dong-geun - Im Young Min(MXM, AB6IX) | - Lee Eun-sang Groups - AB6IX - As One - BDC - Eluphant - Miss $ - MXM | Producers - Dong Ne-hyeong - Elapse - MasterKey - LISHBEATS - Won Young-heon - XEPY - 9999 |

### Nghệ sĩ độc lập
Roulette Hàn Quốc
- SBGB
- Esbee

## Cựu nghệ sĩ
- Bizniz
- J'Kyun
- Loại P
- Phantom (2011 20152017) [32] (đồng sản xuất với RBW) 
  - Kiggen (2011 2015-2018)
  - Sanchez (2011 2015-2018) [33]
- Pretty Brown (2015 20152017) (đồng sản xuất với Công ty ROOFTOP)
- San E (2013-2018)
- Swings